# Biblioteca Carlos Monge Alfaro
La Biblioteca Carlos Monge Alfaro es la biblioteca principal de la Universidad de Costa Rica. Lleva este nombre en honor de su exrector, el Benemérito de la Patria, Carlos Monge Alfaro.

## Sinopsis
Es la biblioteca central de las que integran el Sistema de Bibliotecas, Documentación e Información, conocida por las siglas SIBDI, Sede Central de la Universidad de Costa Rica. Se encuentra en el campus principal en la Ciudad Universitaria Rodrigo Facio, en San Pedro de Montes de Oca.

## Universidad de Costa Rica
Conforme la comunidad universitaria crecía surgieron pequeñas colecciones de libros en diversas unidades académicas, y surge la necesidad de establecer una biblioteca central que aglutinara los desperdigados acervos bibliográficos. El 26 de agosto de 1946 se abre la Biblioteca de la Universidad de Costa Rica, que reunía colecciones de las Facultades de Farmacia, Filosofía y Letras, Ingeniería, Derecho, Ciencias y Bellas Artes.
En 1970 se inaugura el edificio de la actual Biblioteca Carlos Monge Alfaro, después del esfuerzo y trabajo de una "Comisión Pro-Biblioteca Universitaria" constituida por el director, destacadas figuras intelectuales, docentes y ciudadanos de la vida nacional de esa época.

## Colecciones
Contiene materiales bibliográficos de las especialidades de: Obras Generales, Filosofía, Psicología, Religión, Sociología, Política, Educación, Costumbres y Folklore, Lenguas, Ciencias Puras, Química, Biología, Botánica, Zoología, Agronomía, Bellas Artes, Manufactura, Artes Gráficas, Deportes, Literatura, Historia y Geografía.
Actualmente dispone de un acervo que abarca un gran número de colecciones, además de una mapoteca, áreas de estudio individual y grupal, audiovisuales, laboratorio de computo y fotocopiado, entre otros.
- Libros y folletos.
- Materiales cartográficos (mapas, planos, atlas, globos terráqueos, otros).
- Audiovisuales (audiolibros, carteles, videos, diapositivas, discos de acetato y compactos de música, filminas, microfilmes y multimedios, otros).
- Recursos electrónicos (libros, revistas, periódicos, diccionarios, enciclopedias, bases de datos de referenciales y textos completos y otros, así como acceso a enlaces a sitios o documentos que se encuentran en la Web).

### Colecciones Especiales
- Colección General
- Colección de Reserva
- Colecciones Especiales (Urna, Brenes Mesén, Clásicos Castellanos, ediciones especiales de valor histórico por su antigüedad y tipo de ejemplar)
- Colección Pasiva de Publicaciones Periódicas
- Colección de Audiovisuales
- Colección de Materiales Electrónicos
- Colección de Referencia
- Colección de mapas y atlas
- Colección de Legislación al Día
- Normas
- Semiactivas (colección “pasiva” que han tenido muy poco uso pero que todavía es posible de solicitar).

## Distribución de la Biblioteca
La Biblioteca tiene 3 pisos. En el primer piso se encuentra el servicio de multimedia, una sala de conferencias, el acceso al catálogo público en línea, laboratorio de cómputo, una zona de consulta accesible para personas con discapacidad, área de microfilmación, sala de grabación y edición, la atención a usuarios y la colección general.
En el segundo piso se accede al servicio de préstamo de material bibliográfico, a la colección de material bibliográfico de reserva, a la sala de materiales antiguos y valiosos (Colección de Urna), al laboratorio de cómputo, servicio de fotocopiado y una sala de estudio individual.
En el tercer piso se encuentra la colección de material bibliográfico de referencia, una sala de estudio individual, salas de estudio en grupo, la mapoteca y la colección pasiva.

## Servicios
La biblioteca Carlos Monge Alfaro ofrece principalmente los siguientes servicios:
- Acceso a bases de datos referenciales y en texto completo
- Acceso a Internet
- Formación de usuarios y usuarias
- Orientación al usuario en la ubicación y uso de recursos bibliográficos
- Préstamo de libros
- Préstamo de salas, auditorio y equipo audiovisual
- Préstamo interbibliotecario nacional e internacional
- Servicio de archivo vertical
- Servicio de fotocopiado
- Servicio de mapoteca
- Servicio de proyección y audición de material visual y auditivo

### Servicios para usuarios externos
Son los integrantes de programas de extensión universitaria que también pueden acceder a los servicios de la biblioteca, tales como:
- Estudiantes del Programa Integral del Adulto Mayor
- Colegio Científico Costarricense
- Estudiantes de otras universidades estatales (establecido gracias al Convenio CONARE, que habla de la igualdad de los derechos de estudiantes de universidades estatales y que por tanto puede acceder a los servicios de las universidades hermanas)
- Graduados de la UCR
- Funcionarios pensionados de la UCR.
- A su vez pueden utilizar los servicios personas externas y ajenas a la Universidad.